# Constant de desintegració del pió
En física de partícules, la constant de desintegració del pió és l'arrel quadrada del coeficient davant del terme cinètic del pió en l'expressió de l'acció efectiva a baixa energia. Dimensionalment és una escala d'energia i determina la força del trencament de la simetria quiral. Els seus valors numèrics són:
{\displaystyle f_{\pi ^{\pm }}=130.41\pm 0.03\pm 0.20~{\mbox{MeV}}}
{\displaystyle f_{\pi ^{0}}=130\pm 5~{\mbox{MeV}}}
Cal tenir en compte que hi ha diverses convencions d'aquests valors que es diferencien per factors de {\displaystyle \scriptstyle {\sqrt {2}}} ː El llibre de text de Weinberg utilitza el valor 184 MeV, mentre que el llibre de text de Peskin i Schroeder utilitza el valor de 93 MeV.
Segons l'escalat de Brown-Rho per a densitats nuclears no nul·les, les masses dels nucleons i de la majoria dels mesons lleugers disminueixen seguint la ràtio de la taxa mitjana de desintegració del pió sobre la constant de desintegració del pió. El pió és una excepció a l'escalat Brown-Rho perquè la massa del pió està protegida per la seva condició de bosó de Goldstone.